# Арабско-израелска война (1948)
Арабско-израелската война от 1948 г., наричана на арабски ал Накба („катастрофата“), а в Израел провъзгласена за Освободителна война, е първата от много войни, които се водят в рамките на арабско-израелския конфликт. След нейния завършек Израел си извоюва статута на независима държава, а останалата част от британския мандат в Палестина е разделена на области, контролирани от Египет и Трансйордания.

## Същност
Арабско-израелската война (или Първата арабско-израелска война) се води между държавата Израел и военната коалиция на арабските държави и палестинските арабски сили през 1948 година. Тази война е вторият етап на Палестинската война, известна в арабския свят като Ал Накба (арабски: النكبة – „катастрофата“) и на иврит като Milkhemet Ha'atzma'ut (на иврит: מלחמת העצמאות – „Война на независимостта“) или Milkhemet Hashikhrur (иврит: מלחמת השחרור – „Освободителна война“).
Още от 1920 г. съществува напрежение между арабите, евреите и британските сили, и създаването на Британски мандат в Палестина предизвиква допълнителни конфликти. Арабите и евреите са изключително недоволни от британската политика. Продължаващото напрежение избухва на 30 ноември 1947 г. в гражданска война между арабски и еврейски сили, в отговор на плана на ООН за разделяне на Палестина в една арабска държава, еврейска държава и специалния международен режим за град Йерусалим.
На 14 май 1948 г. продължаващата гражданска война се трансформира в състояние на конфликт между Израел и арабските страни. Комбинирана инвазия от Египет, Йордания и Сирия, заедно с експедиционни сили от Ирак, влиза в Палестина. Тя поема контрола на арабските райони и веднага атакува израелските сили и няколко еврейски селища. 10-те месеца на боеве, разделени от няколко периоди на примирие, се състоят най-вече на територията на бившия британски мандат, за кратък период от време и в Синайския полуостров и южната част на Ливан.
В резултат на войната, Държавата Израел поема контрола на почти 60% от площта, определена за арабска държава. Трансйордания поема контрола над останалата част на Западния бряг, включително Източен Йерусалим. Египетската армия поема контрола над ивицата Газа. Създадена е Палестинска държава. Споразумения за примирие са подписани между всички воюващи страни с изключение на иракчаните и палестинците.
Конфликтът предизвиква важни демографски промени в страната и в Близкия изток. Около 700 000 палестински араби бягат или са прогонени от областта и стават палестински бежанци. Войната и създаването на Израел също предизвиква еврейско преселение от арабските земи. През трите години след войната около 700 хиляди евреи, живеещи в Близкия изток, бягат или биват изгонени от техните страни.

## История
По време на Първата световна война съюзническите сили дават на арабските лидери гаранции за независимост, както и за военна помощ срещу арабска подкрепа за Антантата срещу Османската империя. В същото време Великобритания приема Декларацията от Балфур, която предвижда създаването на „еврейски национален дом в Палестина“. Арабските лидери виждат в данните от декларацията нарушаване на дадените им гаранции. След войната Обединеното кралство получава от Обществото на народите мандат за Палестина.
През 1936 – 1939 г. в Палестина има голямо въстание на арабското население с огромен брой недоволни, еврейска имиграция в страната и икономически проблеми. През 1939 г., в резултат на този бунт, правителството на Обединеното кралство има идея за създаване на т.нар. „Бяла книга“, която предвижда рязко намаляване на еврейската имиграция към Палестина и създаване на Независима палестинска държава в рамките на пет години. Въпреки това след Втората световна война Великобритания прехвърля палестинския въпрос към ООН.
В навечерието на разглеждането на резолюциите на ООН за палестинския въпрос част от еврейската общност се среща с ръководството на Лигата на арабските държави, в опит да се намери компромис по отношение на разделянето на сфери на влияние в Палестина. Този опит е посрещнат с неуспех. Генералният секретар на Арабската лига Азам Паша намеква на еврейските пратеници, че разделянето на Палестина няма да доведе до мир, както и че правото им да са част от територията на Палестина ще трябва да бъде защитавано с оръжие. През октомври 1947 г. той заявява:
| „ | Това ще бъде война на изтребление, мълния, клане, което ще се помни, както и клането на монголите и кръстоносните походи. | “ |

Според резолюция №181 на Общото събрание на ООН от 29 ноември 1947 г. относно разделянето на Британската колония на Палестина, на нейна територия трябва да се създадат две независими държави – еврейска и арабска държава, както и по-голям Ерусалим – територия, контролирана от ООН. Всяка държава трябва да се състои от три области, съседни помежду си.

## Сили от двете страни

### Евреи
Част от „Хагана“, в това число:
• „Палмс“ – четири батальона, възлизащи на около 2200 – 2900 души – основна ударна сила.
• Хикс (иврит: חיל השדה – חי“ש, Heil Sadeh – „полеви единици“) – пехотни единици: 1800 човешки бойци и 10 000 запасняци, които са събрани в шест бригади.
• ЧЕМ (иврит: חיל המשמר – חי"ם, Heil Mishmar – „часовникови части“) – части на отбраната и гарнизонните териториални структури.
Освен „Хагана“, на първия етап на войната действа и Иргун (5000 души в началото на войната) и Лийхи (1000 души).
В услуга:
• противотанкова и зенитна артилерия;
• леки оръжия, огнехвъргачки, картечници;
• 30 леки въздухоплавателни средства – използвани за разузнаване.
До октомври 1948 г. броят на АЙДФ е 120 000 души. Той има около 100 бойни самолета, но от по-старите модели. До края на войната той се състои от 84 – 90 000 души и един танков батальон. Бързото нарастване на израелските сили е свързано с факта, че след обявяването на независимостта на Израел за месец пристигат повече от 10 000 евреи – имигранти.

### Араби
• Трансйордания – 10 000 души.
• Сирия – 5000 войници, един танков батальон и една въздушна ескадрила „Харвард“.
• Египет – две бригади, танков батальон (танкове „Матилда“ и „Кръстоносец“), леки бомбардировачи. В хода на войната срещу Египет се концентрират до 40 хиляди войници.
• Ирак – 10 – 18 хиляди войници, един батальон от танкове и две въздушни ескадрили.
• Ливан – 2500 войници и две артилерийски батерии.
• Около 6000 – 7500 доброволци от арабските страни, които са обобщени в шест батальона. От тях около 3– 4000 души в Самария.
• Мюсюлманското братство – около 1500 доброволци от Египет, Трансйордания и Сирия (общият брой на членовете на Братството в Палестина достига 12 – 20 000 души).
• Арабски милиции под местна юрисдикция (аналогови еврейски групи ЧЕМ). За разлика от Израел, арабските страни, участващи във войната, ангажират само малка част от населението си. Поради това, до края на войната, израелската армия числено превъзхожда арабската.

## Първа фаза на войната (29 ноември 1947 – 15 май 1948)
В първия етап от войната, лениви въоръжени сблъсъци, които се провеждат от средата на 1930 г., ескалират в пълномащабни боеве в почти всички области на контакт с арабите и евреите. Тази фаза на войната се характеризира с конфронтация между еврейските и арабските нередовни формации. Британските войски се готвят за предстоящата евакуация и се намесват с опозиционните групи.
Бени Морис, един от най-новите израелски историци, разделя този етап на два периода:
- Първият период от 29 ноември 1947 до март 1948 г., се характеризира с факта, че еврейските сили действат на принципа на „ответни действия“ срещу арабите.

- Вторият етап от март 1948 до средата на месец май 1948 г., се характеризира с активни действия на Хагана за овладяване на териториите в Палестина.

Разпределение на силите на партерната фаза на войната:
През ноември 1947 г. 14 000 – 16 000 души, а през май 1948 – 27 000 – 35 000 души. Някои изследователи твърдят, че се надхвърля този диапазон. По този начин, израелският военен историк Ури Милстейн предполага, че броят на войниците през месец декември 1947 г. (един месец преди мобилизация) достига до три хиляди души, половината от които са момичета. Военният анализатор Кенет Полак оценява общия брой на евреите, които са мобилизирани, до 45 000 души, сред които жени и юноши, само около две трети от които са били въоръжени с нещо.
Според един от „новите историци“ Илан Папе, през първата фаза на войната, еврейските сили са имали силно числено превъзходство. До май 1948 г., броят на еврейските сили е около 50 000, а броят на палестинските сили, включително чуждестранни доброволци, не повече от 10 000 души.

## Ход на военните действия
Арабските сили се опитват да отделят Йерусалим от крайбрежната част на страната, където повечето от еврейските селища и еврейските формирования са направили опит да поддържат връзка с Йерусалим и да направят сигурно свързване на Тел Авив и Йерусалим с път. В първия етап на войната, еврейските сили не успяват да изпълнят тази задача, въпреки че връзката между Йерусалим и еврейските селища по крайбрежието се поддържа с помощта на въоръжен ескорт, който е успял да влезе в Йерусалим. Имало е и опити за улавяне на еврейски селища в други части на страната. Вероятно първият такъв опит е бил атаката на 8 декември в района на арабския Хатиква в Тел Авив. Според Бени Морис, основните области на военни операции в периода от ноември 1947 до средата на май 1948 г. са ставали скрито от ООН, за да се създаде еврейска държава (с изключение на транспортния коридор от Тел Авив в Йерусалим), включително и почти никакви сблъсъци в окупираните арабски части – Горна Галилея и Самария.
В смесените градове като Хайфа, Яфа и Йерусалим, арабите инициират сблъсъци и обстрелват еврейски домове, автомобили и пешеходци. По-късно, в началото на януари 1948 г., "Хагана“ формулира „принципи на възмездие“, според които се предполага, че еврейските сили няма да атакуват първи.

## Втора фаза на войната (15 май 1948 – 20 юли 1949)
Втората фаза на войната започва след изтичането на британския мандат. В тази връзка, на 14 май 1948 г. е провъзгласена независимостта на държавата Израел и на 15 май 1948 г. експедиционни войски на пет арабски държави влизат в бившия британски мандат на Палестина. Въвеждането на арабските редовни войски е направено, за да унищожи новата еврейска държава, в съответствие с декларацията на арабските страни по време на инвазията, за защита на арабското население в Палестина и създаване на единна държавна формация, „където всички граждани са равни пред закона“.

## Страните в конфликта
В Декларацията за създаване на Държавата Израел се казва:
[...] 29 ноември 1947 г. на Общото събрание на ООН се приема резолюция за създаването на еврейска държава в Ерец Израел.
[...] Еврейският народ, като всяка друга нация, има естественото право да бъде независим в собствената си суверенна държава.
[...] Държавата Израел ще бъде отворена за репатриране и събиране на разпръснатите евреи; тя ще положи всички усилия, за да се развива страната в полза на всички нейни жители. Тя ще се основава на принципите на свободата, справедливостта и мира, в съответствие с идеалите на еврейските пророци. Тя ще осигури пълно социално и политическо равенство на своите граждани, без разлика от религия, раса или пол. Тя ще гарантира свободата на религията и съвестта, правото да се използва родният език, правото на образование и култура. Тя ще защитава свещените места на всички религии и ще бъде вярна на принципите на Устава на Организацията на обединените нации.
Държавата Израел е готова да сътрудничи с властите и представителите на Организацията на обединените нации за прилагане на резолюцията на Общото събрание от 29 ноември 1947 г. и ще предприеме стъпки за изпълнение на икономическото единство на Израел. [...]
Държавата Израел е готова да допринесе за каузата за развитие на целия Близък Изток. [...]
Арабските страни отхвърлят резолюция на ООН 181. Обявяването на Лигата на арабските държави (телеграма № S/745 от 15 май 1948), изпратено от генералния секретар на Арабската лига Азам Паша в Съвета за сигурност на ООН, когато арабските армии вече са нахлули в Палестина, заявява:
• Англия обеща да признае независимостта на арабските страни в Азия, включително и в Палестина, в замяна на тяхната подкрепа в Първата световна война. Вместо това, след края на войната Палестина е поставена под британски мандат. През 1917 г. Англия публикува законово неприложима декларация, която изразява подкрепа за създаването на еврейски национален дом в Палестина. Англия насърчава имиграцията на евреите там. Англия обръща внимание на интересите и правата на арабите.
• Палестина – една арабска страна „в сърцето на арабските страни“, която е свързана с арабския свят духовно, исторически и стратегически.
• През 1939 г., Обединеното кралство пуска „Бяла книга“, която е решена да създаде независима държава в Палестина и техният ангажимент за създаване на еврейски национален дом вече е почти удовлетворен. Въпреки това, обещанията, направени в „Бялата книга“, не са реализирани.
• Според Арабската лига Палестина, след края на Първата световна война и след разделянето ѝ от Османската империя, е отделна страна, която не получава независимост, но не по вина на своето население.
• Целта на арабските страни е създаването в Палестина на една държава, в която, в съответствие с принципите на демокрацията, всички граждани са равни пред закона, правата на малцинствата са гарантирани, както и че ще бъдат гарантирани безопасността на светите места и достъпът до тях.
• Целта на нападението е да защитава жителите на Палестина от ционистката агресия, която води до това една четвърт от един милион араби да бъдат прогонени от домовете си в съседните арабски страни.

## Последици

### 1949 г. – споразумения за примирие
На 24 февруари 1949 г. Израел подписва примирие с Египет, на 23 март подписва примирие с Ливан, на 3 април – с Йордания и на 20 юли – със Сирия. Израел има контрол върху 78 % от територията, която обхваща бивша Палестина, включително цяла Галилея, Западен Йерусалим и крайбрежната равнина в центъра.
Линиите за примирие стават известни по-късно като „зелената линия“. Ивицата Газа и Западният бряг (включително Източен Йерусалим) са заети от Египет и Йордания. ООН създава комисия за надзор, за да наблюдава прекратяването на огъня, надзирава споразуменията за примирие, да се предотвратят изолирани инциденти в ескалиращото напрежение, и за да подпомагат други операции на ООН по поддържане на мира в региона.

### Хуманитарна катастрофа
• От април до декември 1948 г. около 600 000 араби стават бежанци. В арабския свят тези събития са наречени „Ал Накба“ (на арабски: النكبة – „катастрофа“).
• Вследствие на войната се увеличава и населението. В Йемен, Египет, Либия, Сирия и Ирак антиеврейски демонстрации преминават в организирано насилие. В резултат на това повече от 800 000 евреи са изгонени или бягат от арабските страни към Израел и някои други страни.

### Пострадали
Израел дава 6373 жертви от своя народ във войната, което е около 1% от населението му по това време. 4000 от тях са войници, а останалите са цивилни. Около 2000 са оцелелите от Холокоста.
Точният брой на арабските жертви е неизвестен. Една приблизителна оценка за арабските смъртни случаи – 7000 души: 3000 палестинци, 2000 египтяни, 1000 йорданци, 1000 сирийци.

### Демографски резултат
По време на Гражданската война в Палестина през 1947 – 1948 г. и през 1948 г. в Арабско-израелската война, около 750 000 палестински араби бягат или са прогонени от домовете си. През 1951 г. Помирителната комисия на ООН за Палестина установява, че броят на палестинските бежанци, прогонени от Израел, е около 711 000 души. Това число не включва разселените палестинци в израелска територия.
Повече от 400 арабски села и около десет еврейски селища и квартали са обезлюдени по време на Арабско-израелския конфликт. Според оценка, основаваща се на по-ранно преброяване, общото мюсюлманско население в Палестина през 1947 г. е 1 143 336. След войната около 156 хиляди араби остават в Израел и стават израелски граждани. Разселените палестински араби, известни като палестински бежанци, се заселват в палестински бежански лагери в целия арабски свят. Статутът на бежанец се прехвърля на поколенията, на които също е отказано гражданство в арабските държави. Потомците на бежанците също са лишени от гражданство в приемащите страни. Арабската лига инструктира своите членове да отрекат „палестинското гражданство“, за да се избегне разпадане на тяхната идентичност и защита на правото им на връщане към родината си. Повече от 1,4 милиона палестинци все още живеят в 58 признати бежански лагери, докато повече от 5 милиона палестинци живеят извън Израел и палестинските територии.
Палестинският проблем с бежанците и дебатът за правото на завръщане също са сред основните проблеми на Арабско-израелския конфликт. Палестинските араби и техните поддръжници организират годишни демонстрации и чествания на 15 май всяка година. Популярността и броят на участниците в тези демонстрации варира непрекъснато.